# Archeologische monumentenzorg
De archeologische monumentenzorg is een onderdeel van de monumentenzorg in Nederland en is specifiek gericht op een zorgvuldige omgang met resten van menselijke oorsprong in de bodem.
Het meest zichtbaar zijn de archeologische opgravingen, maar daarnaast geldt ook voor een groot aantal terreinen een rijksmonumentale status waarvoor ontheffing van de minister via de Rijksdienst voor het Cultureel Erfgoed verkregen moet worden om bodemingrepen te mogen verrichten. Sinds de aanpassing van de Monumentenwet in 2007 zijn gemeentelijke overheden grotendeels verantwoordelijk voor de omgang met het bodemarchief en daarmee de archeologische monumentenzorg in de gemeente.